# 来栖良夫
来栖 良夫（くるす よしお、1916年1月14日 - 2001年6月6日）は、日本の児童文学作家。旧姓は木村。
進歩的な史観と鍛えられた文章による巧みな物語構成に特色を持ち、歴史取材を主とした作品が多い。

## 来歴・人物
茨城県稲敷郡高田村（現・稲敷市高田）出身。江戸崎農学校卒業。
1941年、綴方教師弾圧により逮捕される。
1950年、日本綴り方の会の創立に参加。
1969年、『くろ助』で日本児童文学者協会賞を受賞。
2001年、死去。85歳没。

## 著書
- 『むらいちばんのさくらの木』（麦書房、雨の日文庫） 1959
- 『日本歴史物語集 第1巻 豪族と貴族時代』（霞ケ関書房） 1961
- 『くろ助』（岩崎書店、少年少女歴史小説シリーズ） 1963、のちフォア文庫
- 『朝鮮人学校 ルポルタージュ 異国の中の民族教育』（太平出版社、シリーズ・日本と朝鮮） 1968
- 『白いチョゴリの学校 - ルポルタージュ』（草土文化） 1968
- 『おばけ雲』（新日本出版社） 1969
- 『江戸のおもちゃ屋』（岩崎書店、少年少女歴史小説シリーズ） 1970
- 『戦争と人間のいのち』（新日本出版社、かもしか文庫 4） 1973
- 『文政丹後ばなし』（偕成社、少年少女創作文学） 1973
- 『光太夫オロシャばなし』（新日本出版社、新日本少年少女の文学 1） 1974、のちフォア文庫（新装版） 1992
- 『やっかいな友だち』（金の星社、創作子どもの本） 1976
- 『さる神たいじ』（国土社、絵本むかしばなし 14） 1976
- 『はじめてきしゃがはしった』（岩崎書店、絵本ノンフィクション 1） 1976
- 『ラッパをふいたくま』（ポプラ社、絵本・すこしむかし） 1979
- 『はじめてでんわがひけた』（岩崎書店、絵本ノンフィクション） 1979
- 『きのこのおどり』（新日本出版社、新日本おはなし文庫 2） 1980
- 『波浮の平六』（ほるぷ出版、ほるぷ創作文庫） 1981
- 『はだかの捕虜』（新日本出版社、新日本少年少女の文学 17） 1982
- 「来栖良夫児童文学全集」全10巻（岩崎書店） 1983

1. 『ラッパをふいたくま・村いちばんのさくらの木』
2. 『もうけ半分の顔・おばけ雲』
3. 『機関車くん・やっかいな友だち』
4. 『くろ助・江戸のおもちゃ屋』
5. 『少女たちの冬・鉄砲金さわぎ』
6. 『瀬戸のかじこ・西の海のクジラとり』
7. 『文政丹後ばなし』
8. 『光太夫オロシャばなし』
9. 『波浮の平六』
10. 『ノンフィクション 戦争と人間のいのち』

- 『まほうつかいがいっぱい』（草炎社、草炎社こども文庫 9） 1984
- 『めいけんおばかさん』（草土文化） 1984

### 共編著
- 『自信をもって育てる親の本 講座家庭と教育 1 新しい家庭のために』（深谷鋿作共編、汐文社） 1976
- 「父が語る太平洋戦争」全3巻（古田足日, 堀尾青史共編、童心社） 1978

1. 『空と海を血にそめて』
2. 『どろだらけの戦線』
3. 『燃える日本列島』